# Камбелевац
Камбелевац је насеље у Србији у општини Бабушница у Пиротском округу. Према попису из 2022. било је 186 становника. До 2008. године званичан назив насеља је био Камбелевци.

## Демографија
У насељу Камбелевац живи 386 пунолетних становника, а просечна старост становништва износи 55,8 година (53,4 код мушкараца и 58,6 код жена). У насељу има 171 домаћинство, а просечан број чланова по домаћинству је 2,45.
Ово насеље је великим делом насељено Србима (према попису из 2002. године), а у последња три пописа, примећен је пад у броју становника.
|  |

| Демографија | Демографија | Демографија |
| Година      | Становника  | Становника  |
| ----------- | ----------- | ----------- |
| 1948.       | 1.086       |             |
| 1953.       | 1.067       |             |
| 1961.       | 999         |             |
| 1971.       | 858         |             |
| 1981.       | 731         |             |
| 1991.       | 579         | 579         |
| 2002.       | 419         | 420         |
| 2011.       | 313         |             |
| 2022.       | 186         |             |

| Година пописа     | 1948. | 1953. | 1961. | 1971. | 1981. | 1991. | 2002. |
| ----------------- | ----- | ----- | ----- | ----- | ----- | ----- | ----- |
| Број домаћинстава | 168   | 166   | 183   | 199   | 213   | 199   | 171   |

| Број чланова      | 1  | 2  | 3  | 4  | 5 | 6 | 7 | 8 | 9 | 10 и више | Просек |
| ----------------- | -- | -- | -- | -- | - | - | - | - | - | --------- | ------ |
| Број домаћинстава | 47 | 69 | 25 | 11 | 6 | 9 | 1 | 3 | 0 | 0         | 2,45   |

| Пол    | Укупно | Неожењен/Неудата | Ожењен/Удата | Удовац/Удовица | Разведен/Разведена | Непознато |
| ------ | ------ | ---------------- | ------------ | -------------- | ------------------ | --------- |
| Мушки  | 210    | 39               | 140          | 24             | 6                  | 1         |
| Женски | 179    | 8                | 141          | 27             | 3                  | 0         |
| УКУПНО | 389    | 47               | 281          | 51             | 9                  | 1         |

| Пол    | Укупно                    | Пољопривреда, лов и шумарство | Рибарство                            | Вађење руде и камена | Прерађивачка индустрија       |
| ------ | ------------------------- | ----------------------------- | ------------------------------------ | -------------------- | ----------------------------- |
| Мушки  | 94                        | 50                            | 0                                    | 0                    | 24                            |
| Женски | 81                        | 62                            | 0                                    | 0                    | 16                            |
| УКУПНО | 175                       | 112                           | 0                                    | 0                    | 40                            |
| Пол    | Производња и снабдевање   | Грађевинарство                | Трговина                             | Хотели и ресторани   | Саобраћај, складиштење и везе |
| Мушки  | 2                         | 6                             | 2                                    | 0                    | 2                             |
| Женски | 0                         | 0                             | 0                                    | 0                    | 0                             |
| УКУПНО | 2                         | 6                             | 2                                    | 0                    | 2                             |
| Пол    | Финансијско посредовање   | Некретнине                    | Државна управа и одбрана             | Образовање           | Здравствени и социјални рад   |
| Мушки  | 0                         | 0                             | 1                                    | 2                    | 2                             |
| Женски | 0                         | 1                             | 0                                    | 1                    | 0                             |
| УКУПНО | 0                         | 1                             | 1                                    | 3                    | 2                             |
| Пол    | Остале услужне активности | Приватна домаћинства          | Екстериторијалне организације и тела | Непознато            | Непознато                     |
| Мушки  | 0                         | 0                             | 0                                    | 3                    | 3                             |
| Женски | 0                         | 0                             | 0                                    | 1                    | 1                             |
| УКУПНО | 0                         | 0                             | 0                                    | 4                    | 4                             |

| Етнички састав према попису из 2002.‍ | Етнички састав према попису из 2002.‍ | Етнички састав према попису из 2002.‍ | Етнички састав према попису из 2002.‍ | Етнички састав према попису из 2002.‍ |
| ------------------------------------ | ------------------------------------ | ------------------------------------ | ------------------------------------ | ------------------------------------ |
|                                      |                                      |                                      |                                      |                                      |
| Срби                                 | Срби                                 |                                      | 398                                  | 94,98%                               |
| Роми                                 | Роми                                 |                                      | 19                                   | 4,53%                                |
| непознато                            | непознато                            |                                      | 2                                    | 0,47%                                |

| Етнички састав према попису из 2022.‍ | Етнички састав према попису из 2022.‍ | Етнички састав према попису из 2022.‍ | Етнички састав према попису из 2022.‍ | Етнички састав према попису из 2022.‍ |
| ------------------------------------ | ------------------------------------ | ------------------------------------ | ------------------------------------ | ------------------------------------ |
|                                      |                                      |                                      |                                      |                                      |
| Срби                                 | Срби                                 |                                      | 151                                  | 81,2%                                |
| неизјашњени                          | неизјашњени                          |                                      | 14                                   | 7,5%                                 |
| непознато                            | непознато                            |                                      | 18                                   | 9,7%                                 |